# يوهان موريتز ريختر
يوهان موريتز ريختر (بالألمانية: Johann Moritz Richter)‏ هو مهندس معماري ألماني، ولد في 1620 في فايمار في ألمانيا، وتوفي في 1667.